# Igreja Presbiteriana do Sul da Índia
A Igreja Presbiteriana do Sul da Índia - IPSI - (em inglês Presbyterian Church of South India - PCSI) é uma denominação presbiteriana, estabelecida na Índia, em 2002, como resultado do trabalho missionário da Igreja Presbiteriana na América em Andhra Pradesh.

## História
As igrejas presbiterianas são oriundas da Reforma Protestante do século XVI. São as igrejas cristãs protestantes que aderem à teologia reformada e cuja forma de organização eclesiástica se caracteriza pelo governo de assembleia de presbíteros. O governo presbiteriano é comum nas igrejas protestantes que foram modeladas segundo a Reforma protestante suíça, notavelmente na Suíça, Escócia, Países Baixos, França e porções da Prússia, da Irlanda e, mais tarde, nos Estados Unidos.
Na década de 1990, missionários da Igreja Presbiteriana na América começaram um trabalho de plantação de igrejas em Andhra Pradesh. Como resultado, em 2002, foi formada a Igreja Presbiteriana do Sul da Índia.
A partir do seu crescimento, a denominação atingiu 70 igrejas e congregações em 2020.

## Relações Intereclesiásticas
A denominação já foi membro da Fraternidade Reformada Mundial.
É um dos membros da Fraternidade Presbiteriana e Reformada da Índia.